# Secret City
Secret City è una serie televisiva australiana, la cui prima stagione è stata trasmessa dal 5 giugno al 3 luglio 2016 su Showcase.  In italiano, la prima stagione della serie viene distribuita dal 26 giugno 2018 da Netflix.
La seconda stagione, inizialmente prevista per il 2019, verrà distribuita in Australia su Foxtel Now dal 4 marzo 2019 e trasmessa in televisione settimanalmente su Showcase dallo stesso giorno. Dal 6 marzo 2019 tutti gli episodi della seconda stagione verranno rilasciati su Netflix in tutti i paesi in cui è disponibile, eccezion fatta per l'Australia.

## Trama

### Prima stagione
Sotto la placida facciata di Canberra, tra le crescenti tensioni tra Cina e Stati Uniti, la giornalista politica Harriet Dunkley scopre una città segreta di cospirazioni interconnesse, mettendo in pericolo vite innocenti compresa la sua.

### Seconda stagione
La giornalista politica Harriet Dunkley esce di prigione dopo qualche anno e si ritrova ad un nuovo complotto ed omicidio di un ministro australiano e di un'esplosione di una casa ad Adelaide.

## Episodi
| Stagione         | Episodi | Prima TV Australia | Pubblicazione in italiano |
| ---------------- | ------- | ------------------ | ------------------------- |
| Prima stagione   | 6       | 2016               | 2018                      |
| Seconda stagione | 6       | 2019               | 2019                      |

## Personaggi e interpreti
- Harriet Dunkley, interpretata da Anna Torv, doppiata da Eleonora De Angelis
- Kim Gordon, interpretato da Damon Herriman, doppiato da Francesco Pezzulli
- Senatore Mal Paxton, interpretato da Daniel Wyllie, doppiato da Massimo De Ambrosis
- Charles Dancer, interpretato da Alex Dimitriades, doppiato da Raffaele Carpentieri
- Senatrice Catriona Bailey, interpretata da Jacki Weaver,[6]doppiata da Lorenza Biella
- Martin Toohey, interpretato da Alan Dale, doppiato da Pietro Biondi
- Brent Moreton, interpretato da Mekhi Phifer, doppiato da Francesco Sechi
- Generale Ross McAuliffe, interpretato da David Roberts
- Ludie Sypek, interpretata da Sacha Horler
- Andrew "Griff" Griffiths, interpretato da Marcus Graham, doppiato da Guido Di Naccio
- Sasha Rose, interpretata da Miranda Tapsell
- Weng Meigui, interpretata da Eugenia Yuan
- Felix Crawford, interpretato da Benedict Samuel
- William Vaughn, interpretato da Justin Smith, doppiato da Leonardo Graziano
- Cassie, interpretata da Brenna Harding
- Sean Brimmer, interpretato da Matt Zeremes, doppiato da Marco Vivio
- Lloyd Rankin, interpretato da Chris Haywood
- Les Gordon, interpretato da Ronald Falk, doppiato da Francesco Pezzulli
- Gus Reardon, interpretato da Huw Higginson
- Kevin Dang, interpretato da Max Brown
- Ivy Chen, interpretata da Kimie Tsukakoshi

## Produzione

### Sviluppo
La serie venne ordinata da Foxtel nell'agosto del 2015.

### Riprese
Le riprese della prima stagione sono state effettuate a Canberra.

## Accoglienza

### Ascolti
I primi due episodi della serie sono stati visti da 80.000 telespettatori.

## Premi
- 2016 - AACTA Award[9][10]
  - Miglior attore non protagonista in una serie drammatica a Damon Herriman

## Sequel
Dopo la fine della prima stagione, la rete rinnova la serie per una seconda stagione, intitolata Secret City: Under the Eagle.